# Sacañet
Sacañet es un municipio de la Comunidad Valenciana, España. Situado en la provincia de Castellón y perteneciente a la comarca del Alto Palancia. Cuenta con una población de 77 habitantes (INE 2024). Se trata de un municipio castellanohablante, en el que el castellano cuenta con el predominio lingüístico reconocido legalmente.

## Geografía
El término municipal se encuentra situado al suroeste de la comarca en la vertiente sur de la sierra de El Toro siendo por ello muy montañoso destacando entre otros el pico de la Bellida a 1334 m s. n. m.
Está situado en las estribaciones de la sierra de la Bellida y en sus faldas muere la sierra la Calderona. Este especial municipio está situado a 1015 m s. n. m. y su carácter es de frío o muy frío en invierno y templado o fresco en verano. Debido a su orientación al norte su humedad es mayor que la de la mayor parte del municipio y sus vistas en días claros alcanzan a ver el emblemático pico de Peñagolosa (pico más alto de la Comunidad Valenciana). Su pluviometría es en casi su totalidad nival, aunque hay varias excepciones anuales en las que la lluvia hace acto de presencia.

### Barrios
El municipio incluye la aldea de Canales situada a una altitud de 1180 m s. n. m. A pesar de su considerable altitud las temperaturas son agradables ya que está orientada en su totalidad al sureste. Su pluviometría es importante y en ocasiones puede estar meses nevada.

### Localidades limítrofes
Bejís, Jérica, Toras, Teresa y El Toro en la provincia de Castellón y Alcublas y Andilla en la de Valencia.

## Historia
El señorío perteneció a la Orden de Calatrava.
La localidad logró la independencia de Bejís en 1843.

## Demografía
Sacañet cuenta con una población de 77 habitantes (INE 2024).
| Gráfica de evolución demográfica de Sacañet entre 1857 y 2021 |
| |
| Población de derecho según los censos de población del INE Población de hecho según los censos de población del INEEn 1857 aparece este municipio porque se segrega del municipio Bejís |

La mitad residen en el núcleo urbano y la otra mitad en la aldea de Canales. En los últimos años la población ha sufrido un gran incremento debido al retorno de antiguos emigrados de la tercera edad.

## Economía
Basada tradicionalmente en la agricultura de secano y en la ganadería.

## Administración y política
| Periodo   | Nombre             | Partido |
| --------- | ------------------ | ------- |
| 2003-2007 | Miguel Gámiz Gámiz | PP      |
| 2007-2011 | Miguel Gámiz Gámiz | PP      |
| 2011-2015 | Miguel Gámiz Gámiz | PP      |
| 2015-2019 | Miguel Gámiz Gámiz | PP      |
| 2019-2023 | Miguel Gámiz Gámiz | PP      |

## Patrimonio

### Religioso
- Iglesia parroquial. Dedicada a Santiago apóstol, aunque la devoción es muy grande a San Isidro Labrador.Gran campanario que se hace sonar en fiestas.

### Civil
- Ayuntamiento. Edificio de interés arquitectónico.

## Fiestas
- San Isidro. Se celebran entre el 1 el 10 de agosto.

## Lugares de interés
- Fuente de la Salada.
- Fuente de la Carrasca.
- Fuente de la Teja.
- Las Salinas.
- La Cueva de Sacañet.
- Los Ventisqueros.

## Accesos
Desde Valencia se accede a esta población tomando la A-23, continuando con la N-234 y posteriormente a la altura de Viver se toma a la izquierda la CV-235 y luego en Teresa la CV-215. También se puede acceder por la autovía CV-35 siguiendo el itinerario: Valencia (salida pista de Ademuz)- Liria - Alcublas - Sacañet. Se encuentra situada a 60'7 km de Valencia y 85'1 de Castellón de la Plana